# Mystery of Edwin Drood
Mystery of Edwin Drood è un film del 1935 diretto da Stuart Walker.
È la prima versione sonora di un film tratto da Il mistero di Edwin Drood, romanzo del 1870 di Charles Dickens, rimasto incompiuto e pubblicato postumo. La storia, in precedenza, era stata portata sullo schermo già altre due volte.
Claude Rains - nella sua unica interpretazione di un film tratto da Dickens - interpreta il ruolo di Jasper Johns, mentre quello di Drood è ricoperto da David Manners.
Al contrario del romanzo, dove la scomparsa misteriosa di Edwin Drood non viene spiegata, la sceneggiatura di questa versione cinematografica scioglie invece il mistero della sua sparizione. Nel libro, Dickens narra la scomparsa del giovane Edwin, ricco e prossimo al matrimonio. Il giovane sparisce in circostanze misteriose, e lo zio John Jasper e la fidanzata danno il via alle indagini per districare il mistero.

## Produzione
Il film, che fu prodotto dall'Universal Pictures, fu girato in California agli Universal Studios, al 100 Universal City Plaza di Universal City con un budget stimato in 215.375 dollari. Le riprese durarono dal 18 novembre 1934 al gennaio 1935.

## Distribuzione
Il film fu distribuito dall'Universal Pictures, uscendo in sala il 4 febbraio 1935. Nel 1957, il film fu distribuito in Tv dalla Screen Gems e, nel 1996, in VHS dalla Universal Home Video.

### Date di uscita
- USA	4 febbraio 1935
- USA  1957  TV
- USA   1996   VHS

Alias
- Charles Dickens Mystery of Edwin Drood USA (titolo completo)
- Mysteriet Edvin Drood Svezia
- O pyrgos tou diavolou Grecia

## Versioni cinematografiche e tv
- The Mystery of Edwin Drood di Arthur Gilbert (UK-Gaumont) con Cooper Willis (1909)
- The Mystery of Edwin Drood di Herbert Blaché, Tom Terriss (World Film) con Tom Terris (1914)
- Mystery of Edwin Drood di Stuart Walker (Universal) con Claude Rains (1935)
- The Mystery of Edwin Drood mini-serie tv UK (1960)
- The Mystery of Edwin Drood di Timothy Forder (UK-First Standard Media) con Robert Powell (1993)